# Tetraneura capitata
Tetraneura capitata är en insektsart. Tetraneura capitata ingår i släktet Tetraneura och familjen långrörsbladlöss. Inga underarter finns listade i Catalogue of Life.